# The Tomorrow People
The Tomorrow People es una serie de televisión estadounidense de ciencia ficción creada por Phil Klemmer, Greg Berlanti y Julie Plec para la cadena The CW. Basada en la serie de televisión británica original del mismo nombre que fue emitida entre 1973 y 1979, la serie sigue a un grupo de jóvenes que poseen poderes como resultado de la evolución humana. Fue estrenada el 9 de octubre de 2013 y es protagonizada por Robbie Amell, Peyton List, Luke Mitchell y Mark Pellegrino.
El 10 de octubre, The CW anunció el encargo de tres episodios complementarios para la serie. El 11 de noviembre de 2013, The CW anunció que le daría a la serie una temporada completa con 22 episodios.
El 8 de mayo de 2014, The CW anunció la cancelación de la serie.

## Argumento
Stephen Jameson era un chico normal hasta que comenzó a escuchar voces en su mente y a teletransportarse en sus sueños sin saber dónde podría despertar, por lo que comienza a cuestionar su cordura. En su desesperación, Stephen decide escuchar a las voces en su cabeza, que lo llevan a su primer encuentro con John, Cara y Russell y descubre que son una raza genéticamente avanzada con habilidades de telequinesis, teletransportación y la comunicación telepática. Los chicos, son perseguidos por un grupo paramilitar de científicos conocidos como Ultra, que es dirigido por el Dr. Jedikiah Price y que ve a esta nueva raza como una amenaza, por lo que el grupo se ve obligado a esconderse en una estación de metro abandonada, debajo del mundo de los humanos. En secreto, el Dr. Price ofrece a Stephen la oportunidad de una vida normal con su familia y su mejor amiga, Astrid, si él le ayuda en la lucha para aislar y erradicar al grupo, es entonces que Stephen se ve entre darle la espalda a la humanidad y a una vida normal o traicionar a sus amigos, quienes le ofrecen un tipo diferente de familia y un hogar donde realmente pertenece y se embarca en un camino que lo podría llevar a descubrir la verdad sobre la misteriosa desaparición de su padre, o hacia un futuro desconocido con su nuevo grupo de amigos.

## Elenco

### Personajes principales
- Robbie Amell como Stephen Jameson.
- Peyton List como Cara Coburn.
- Luke Mitchell como John Young.
- Aaron Yoo como Russell Kwon.
- Madeleine Mantock como Astrid Finch.
- Mark Pellegrino como el Dr. Jedikiah Price.

### Personajes recurrentes
- Sarah Clarke como Marla Jameson.
- Jeffrey Pierce como Roger Price/Jack Jameson.
- Jacob Kogan como Luca Jameson.
- Dan Stevens como TIM (voz solamente).
- Meta Golding como Darcy Nichols.
- Simon Merrells como "El  Fundador".
- Laura Slade Wiggins como Irene Quinn.
- Carly Pope como Morgan Burke.
- Mitchell Kummen como John (joven).
- Ben Hollingsworth como Troy.
- Madeleine Arthur como Charlotte Taylor.
- Alexa Vega como Hillary Cole.
- Leven Rambin como Natalie.

### Invitados
- Al Sapienza como Dennis Coburn.
- Burkely Duffield como Tyler Miller.
- Jason Dohring como Killian McCrane.
- Nicholas Young como Aldus Crick.
- Robert Gant como Peter.
- Elizabeth Hurley como ALICE (voz solamente).
- Serinda Swan como Cassandra Smythe.

## Episodios
| Temporada | Temporada | Episodios | Emisión original     | Emisión original  |
| Temporada | Temporada | Episodios | Inicio               | Final             |
| --------- | --------- | --------- | -------------------- | ----------------- |
|           | 1         | 22        | 9 de octubre de 2013 | 5 de mayo de 2014 |

## Desarrollo

### Producción
En noviembre de 2012, Deadline.com anunció que Julie Plec y Greg Berlanti habían obtenido los derechos de la serie británica The Tomorrow People y puesto en marcha un piloto escrito por Phil Klemmer.
El 28 de enero de 2013, se anunció que el proyecto recibió la orden para un piloto por parte de la CW.
El piloto fue escogido el 9 de mayo de 2013 para desarrollar una serie.

### Casting
El 21 de febrero de 2013, se dio a conocer que Robbie Amell obtuvo el papel de Stephen Jameson, el personaje principal; también se informó que Peyton List y Luke Mitchell sería Cara y John Young, respectivamente.
El 24 de febrero fue anunciado que Mark Pellegrino fue fichado para interpretar al Dr. Jedikiah Price.
Madeleine Mantock se unió al elenco como Astrid, el 2 de marzo de 2013. y tres días más tarde, Aaron Yoo fue fichado para interpretar a Russell.
Dentro del elenco recurrente se encuentran Sarah Clarke y Jacob Kogan como Marla y Luca Jameson, madre y hermano de Stephen, respectivamente; así como Jeffrey Pierce como Jack. El 7 de agosto se dio a conocer que Jason Dohring se unía al reparto como Killian McCrane, un agente paranormal que trabaja con John en Ultra. Al Sapienza fue contratado para interpretar a Dennis Coburn, el padre de Cara. El 10 de agosto, Burkely Duffield anunció que se integraba al elenco interpretando a un villano.
El 21 de agosto Meta Golding fue contratada para interpretar a una compañera de Stephen Jameson. El 4 septiembre, se anunció que Dan Stevens se unía al elenco prestando su voz a una computadora biológica conocida como TIM. El 8 de septiembre, Simon Merrells se integró al elenco en un papel recurrente que es descrito como "alguien con mucho poder sobre Jedikiah", por otra parte, Carly Pope fue anunciada para interpretar a Morgan Burke, una pieza clave en la guerra entre especies.
El 23 de septiembre se anunció que Nicholas Young, quien interpretó a John en la versión original, fue contratado para aparecer en un arco argumental de varios episodios interpretando a Aldus Crick, un científico que descubre los dones en las personas con super poderes. El 19 de noviembre de 2013, se dio a conocer que Robert Gant interpretará a Peter, el novio de Marla.